# Annette Merz
Annette Brigitte Merz (*  1. Dezember 1965 in Frankfurt am Main) ist eine deutsche Theologin und seit 2006 Professorin für Kultur und Literatur des Frühchristentums im Bereich Theologie der Universität Utrecht.

## Studium
Merz studierte an der Universität Heidelberg und wurde dort 2001 summa cum laude promoviert. Die Promotion Der intertextuelle und historische Ort der Pastoralbriefe bei Gerd Theißen und Peter Lampe erhielt zudem 2002 den Ruprecht-Karls-Preis der Stiftung der Universität Heidelberg. Zusammen mit Teun Tieleman leitet sie ein Forschungsprogramm „Habent sua fata libelli“ zur Textproduktion im römischen Kaiserreich. Ihr erstes theologisches Examen hatte sie 1992 in der westfälischen Landeskirche abgelegt.

## Beiträge zum historischen Jesus
Bekannt wurde sie mit Veröffentlichungen zum historischen Jesus, insbesondere mit dem Buch Der historische Jesus, das sie zusammen mit Gerd Theißen verfasste. Es wurde in mehrere Sprachen übersetzt. Es ist ein beliebtes Studienbuch und dient oft zur Examensvorbereitung von Theologiestudierenden.
Das Buch versucht, die seit etwa 1980 als Third Quest („dritte Suche“) bezeichneten Bestrebungen wiederzugeben, Jesu Auftreten aus einer konsequent historischen Perspektive im Gesamtkontext seiner Zeit zu erklären. Dabei wurden vor allem im amerikanischen Umfeld neben der traditionell deutschen historisch-kritischen Literaturanalyse der Bibel apokryphe und außerbiblische Texte sowie deutlich stärker als früher außerbiblische Erkenntnisse aus der Archäologie, Sozialgeschichte, Kulturanthropologie, Orientalistik und Judaistik einbezogen. Merz und Theißen räumen selbstkritisch ein, dass die historisch-kritische Forschung, die theologische Forschung im deutschen Sprachraum generell, die Archäologie und Geographie des Wirkens und Lebens Jesu vielfach vernachlässigt und zu Unrecht vor allem konservativen Forschern sowie vor allem amerikanischen Exegeten überlassen habe.

### Kritik
Peter Stuhlmacher und Daniel Graf kritisieren psychologisierende Rückfragen nach dem Selbstbewusstsein Jesu und weitergehende Spekulationen im Schlussteil des Werks.
Hermann Detering, ein Vertreter der niederländischen Radikalkritik, wundert sich über den Umgang Merz’ und Theißens mit dem Ostergeschehen, unter anderem über die Aussage, es spreche einiges dafür, dass „die Überlieferung vom leeren Grab einen historischen Kern“ habe.
Trotz verschiedentlicher Beteuerungen, nicht wie in der klassischen Leben-Jesu-Forschung das eigene Jesus-Ideal in die Arbeit einfließen zu lassen, gelangten Detering zufolge Theißen und Merz zu einem Jesusbild, bei dem genau dies erneut der Fall sei. Bei den traditionellen Jesusbildern sei jene Persönlichkeitsstruktur, die von ihren Verfassern als höchstes ethisches Ideal angesehen wurde, ebendiesem zugeordnet worden. Dies treffe auch auf den Jesus bei Merz und Theißen zu, deren „basisdemokratischer, herrschaftskritisch-emanzipatorischer, antipatriarchalischer, ökonomie- und familienkritisch gewaltloser Jesus“ den systemkritischen, alternativen bundesrepublikanischen Zeitgeist par excellence wiedergebe. Zudem sei die Hypothese Merz’ und Theißens vom rein innerjüdischen Ursprung des Christentums völlig unhaltbar.

## Positionen
Ein negatives Zusammenwirken von Philhellenismus und Antisemitismus als zwei Seiten einer Medaille sieht Merz unter anderem bei dem Theologen Carl Schneider. Sie nimmt dabei implizit Thesen von Suzanne L. Marchand zum Zusammenspiel von deutschem Philhellenismus und dem Deutschen Sonderweg (beziehungsweise dieser Hypothese) mit auf. Marchand hatte die grundlegende, innen- wie außenpolitisch bedeutende Rolle archäologischer Forschungsprojekte und den Philhellenismus der deutschen Staaten wie des deutschen Bürgertums mit der Entwicklung zum Nationalsozialismus in Zusammenhang gebracht.
Für die umstrittene Bibel in gerechter Sprache übersetzte Merz den Philipperbrief. Sie thematisierte die Rolle des Sees Genezareth bei der postulierten „Jesusbewegung“ und beschrieb Jesu Wirtschaftsethik unter dem Stichwort „Mammon als schärfster Konkurrent Gottes“.

## Mitgliedschaften
Sie ist Mitglied der EABS (European Association of Biblical Studies), SBL (Society of Biblical Literature), ESWTR (European Society of Women in Theological Research), NOSTER (The Netherlands School for Advanced Studies in Theology and Religion) sowie des SNTC (Studiosorum Novi Testamenti Conventus).

## Schriften (Auswahl)
- Die fiktive Selbstauslegung des Paulus. Intertextuelle Studien zur Intention und Rezeption der Pastoralbriefe. Vandenhoeck & Ruprecht, Göttingen  2004, ISBN 978-3-525-53953-8 (= Novum testamentum et orbis antiquus / Studien zur Umwelt des Neuen Testaments, NTOA/StUNT.  Band 52, zugleich Dissertation an der Universität Heidelberg 2001). (Digitalisat)
- Gen(de)red power: Die Macht des Genres im Streit um die Frauenrolle in Pastoralbriefen und Paulusakten. January 2012, HTS Teologiese Studies/Theological Studies 68(1), #Art. 1185, DOI:10.4102/hts.v68i1.1185 ( auf researchgate.net)
- Gerd Theißen, Annette Merz: Der historische Jesus. Ein Lehrbuch. 4. Auflage, Vandenhoeck & Ruprecht, Göttingen 2011, ISBN 978-3-525-52198-4.